# San Antonio de Benagéber
San Antonio de Benagéber, en castillan et officiellement (Sant Antoni de Benaixeve en valencien), est une commune d'Espagne de la province de Valence dans la Communauté valencienne. Elle est située dans la comarque du Camp de Túria et dans la zone à prédominance linguistique valencienne.

## Géographie

Localisation de San Antonio de Benagéber
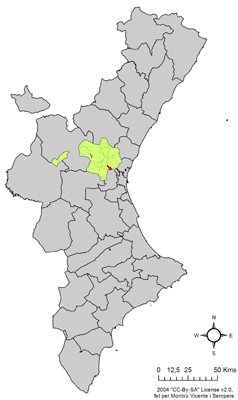
dans la Communauté valencienne.
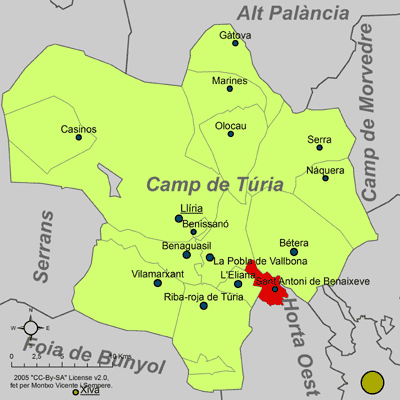
dans la comarque du Camp de Túria.

### Localités limitrophes
Le territoire communal de San Antonio de Benagéber est voisin de celui des communes suivantes :
Bétera, L'Eliana, Paterna et La Pobla de Vallbona, toutes situées dans la province de Valence.

## Démographie
| 1990 | 1992 | 1994 | 1996  | 1998  | 2000  | 2002  | 2004  | 2006  |
| ---- | ---- | ---- | ----- | ----- | ----- | ----- | ----- | ----- |
|      |      |      | 1.416 | 2.142 | 2.719 | 3.150 | 4.021 | 4.702 |

## Administration
Liste des maires, depuis les premières élections démocratiques.
| Législature | Nom du Maire            | Parti politique |
| ----------- | ----------------------- | --------------- |
| 1979-1983   |                         |                 |
| 1983-1987   |                         |                 |
| 1987-1991   |                         |                 |
| 1991-1995   |                         |                 |
| 1995-1999   |                         |                 |
| 1999-2003   |                         |                 |
| 2003-2007   | Eugenio Cañizares López | PP              |
| 2007-2011   | Eugenio Cañizares López | PP              |

### Sources
- (es) Cet article est partiellement ou en totalité issu de l’article de Wikipédia en espagnol intitulé « San Antonio de Benagéber » (voir la liste des auteurs).
- (es) Varaciones de los municipios de España desde 1842, Ministerio de administraciones públicas, octobre 2008, 364 p. (lire en ligne) [PDF]